# Ejsbøl Mose
Ejsbøl Mose er en tidligere mose og nuværende sø nordvest for Haderslev. Søen måler 300 × 1000 m. Den er derved Danmarks største offersø fra jernalderen. Mosen har i dag flere mindre tilløb samt et udløb mod vest gennem Skallebæk Å til Haderslev Dam. 
De udgravede offersteder er placeret i mosens sydøstlige ende, hvor det omgivende terræn står mere stejlt.  Her lå en offermose fra jernalderen, et voldsted fra middelalderen og en domænegård fra 1800-tallet. I 1998 blev  Sønderjyllands største guldfund efter  guldhornene, gjort her.
Ejsbøl Mose blev i 1990’erne genskabt som den sø, der oprindelig har ligget på dette sted. Et naturgenopretningsprojekt genskabte søen og ændrede landskabet. Voldstedet består af en ringborg og en borgbanke – men dele af bankerne er en naturlig ås, som isen her har efterladt. En ås er en aflejring af sten- og grusmateriale i en tunnel under isen.

## Offermosen
Den første ofring af våbenudstyr foregik kort efter Kr.f. Men så omkring 300 år e.Kr., midt i den yngre romerske jernalder, skete det igen. Et angreb østfra blev nedkæmpet. Efter at krigsbyttet fra den slagne hær var bragt frem til offerpladsen, gik man i gang med den systematiske ødelæggelse af våbenudstyret.
Der har været to store udgravninger i mosen i 1955-64 og 1997-99, med ca. 1500 genstande fra hver kampagne, i alt ca. 3000 fund. Våbenofferfundene blev udgravet  af Haderslev Museum. Fundets ældste del, der dateres til omkring 300 e.Kr., er den mest omfattende og bestod af militærudstyr, mens den yngste fra 400-t. e.Kr. rummer pragtudstyr i form af våben, remspænder og beslag. Hærudstyret blev i vid udstrækning udsat for bevidst ødelæggelse før ofringerne.
Nyere forskning viser, at ofringerne fra omkring 300  e.Kr. rummer udstyr til en hærstyrke på ca.. 200 mand med en fordeling af officers- og fodfolksudrustning i forholdet ca. en til ti.
De tre ofrings, eller deponeringsfaser
- Ejsbøl 1 er en mindre deponering af lanser og skjolde m.m. fra ca. Kristi fødsel.

- Ejsbøl 2 er den største deponering, der stammer fra ca. 300 e.Kr.f. Denne ofring er bredspektret i sit udvalg af våben, personligt udstyr og rytterudstyr. Den har en tilnærmelsesvis komplet karakter, med en hærstyrke på ca. 150 mand og et forhold mellem ryttere og fodfolk på 1:10.

- Ejsbøl 3 er også en stor bredspektret ofring med våben og pragtudstyr. Den stammer fra tiden kort efter 400 e.Kr.

## Ejsbøl Voldsted
Ved søens sydvestlige hjørne ligger et middelalderligt voldsted med ladegårdsbanke og en mindre borgbanke, som er adskilt ved voldgrave. Voldstedet hører til middelalderens tvedelte type med en cirkelrund banke på ca. 40 m i diameter, adskilt ved en ringgrav fra en ca. 160 m lang forborg i vest og rejsende sig direkte op af søen til en højde af 8 m over den tidligere eng/mose. Borgen kendes fra 1355 og tilhørte fra 1390 adelsslægterne Rønnow og Wisch. Ejsbøl blev solgt til kronen ca. år 1500.

## Ejsbølgård
Ejsbølgård i nærheden af søen var en såkaldt domænegård , dvs. en gård som i tiden op til afslutningen af 1. verdenskrig  havde været i preussisk eje, og som Statens Jordlovsudvalg overtog ved genforeningen i 1920.
Indtil 1971 har der været en grusgrav i nærheden af gården. På Kleinbahn strækningen Haderslev–Skodborg var der et trinbræt ved graven således at gruset kunne  transporteres derfra, ligesom passagerer kunne stå af og på toget.